# Nanotecnología de ADN

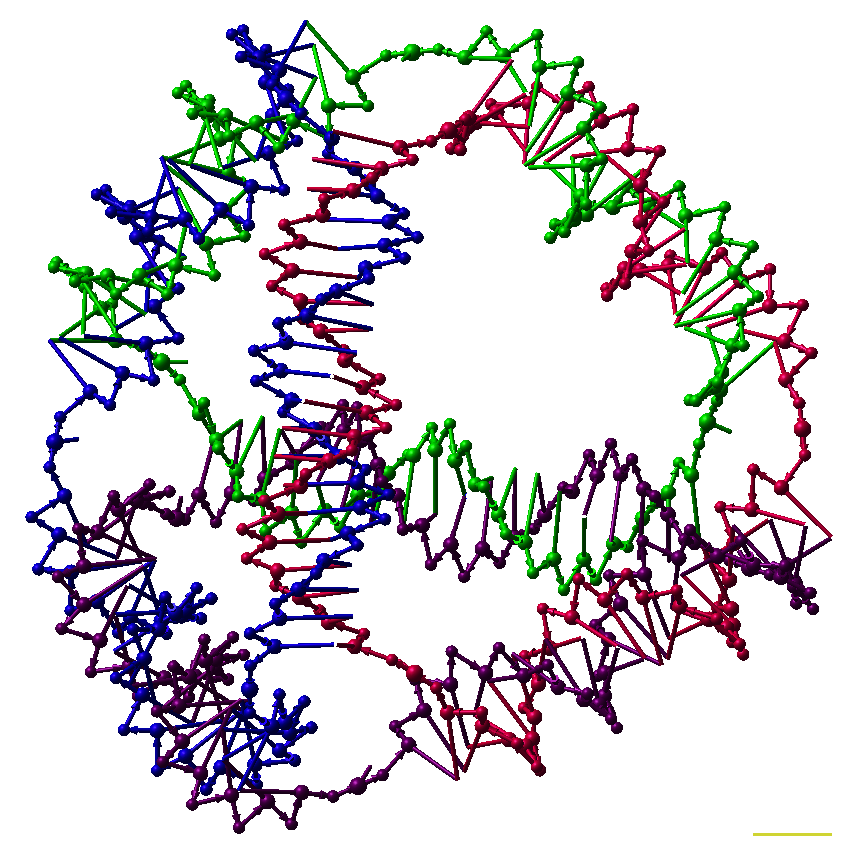
La nanotecnología de ADN consta del diseño y creación artificial de nanoestructuras a partir de ácidos nucléicos. Un ejemplo puede ser este tetraedro construido a partir de ADN. Cada esquina del tetraedro está formada por 20 pares de bases de ADN de cadena doble y cada vértice es una unión de tres brazos. Las 4 hebras de ADN que forman las 4 caras del tetraedro se presentan con códigos de colores.

La nanotecnología de ADN involucra el diseño y la construcción artificial de estructuras a partir de ácidos nucleicos con el propósito de usos tecnológicos. En la nanotecnología de ADN, los ácidos nucleeicos son usados como materiales (no-biológicos) "de construcción" y no como las moléculas portadoras de información genética que son en las células. Investigadores en este campo han creado estructuras estáticas tales como redes cristalinas de dos y tres dimensiones, nanotubos, poliedros y figuras arbitrarias, así como máquinas funcionales a nivel molecular y computación basada en ADN. Este campo de investigación se ha comenzado a utilizar como una herramienta para resolver problemas de ciencia básica, problemas en biología estructural y en biofísica, incluyendo las aplicaciones de cristalografía de rayos X y espectroscopía de proteínas para la determinación de las mismas. Aplicaciones potenciales a nivel molecular en electrónicos y en nanomedicina también están siendo investigados.
El concepto de "nanotecnología de ADN" fue acuñado por primera vez a principios de 1980 por Nadrian Seeman y no fue hasta mediados de los 2000 que el concepto se definió como un campo de investigación y comenzó a ganar atención. El hecho de poder utilizar a los ácidos nucleicos como materiales de construcción radica en las estrictas reglas de apareamiento entre las bases nitrogenadas, lo que permite que hebras con secuencias complementarias de ADN se unan y formen estructuras rígidas y fuertes de cadena doble. Como resultado se obtienen estructuras complejas que se ensamblan selectivamente gracias al diseño racional en la secuencia de bases y que pueden ser controladas a nanoescala. Existen diversos métodos de ensamblaje para construir estas estructuras. Por ejemplo, las estructuras basadas en azulejos (las cuales se construyen a partir de estructuras más pequeñas), el método del "ADN origami" (en el cual las estructuras se doblan), o las estructuras reconfigurables (las cuales se pueden reestructurar a partir de técnicas de desplazamiento en las cadenas). A pesar de que el nombre de esta ciencia hace referencia específicamente al uso del ADN como material de construcción, se ha usado también el ARN como material de construcción por lo que otro nombre alternativo que se le da es el de nanotecnología de ácidos nucléicos.

## Conceptos Fundamentales

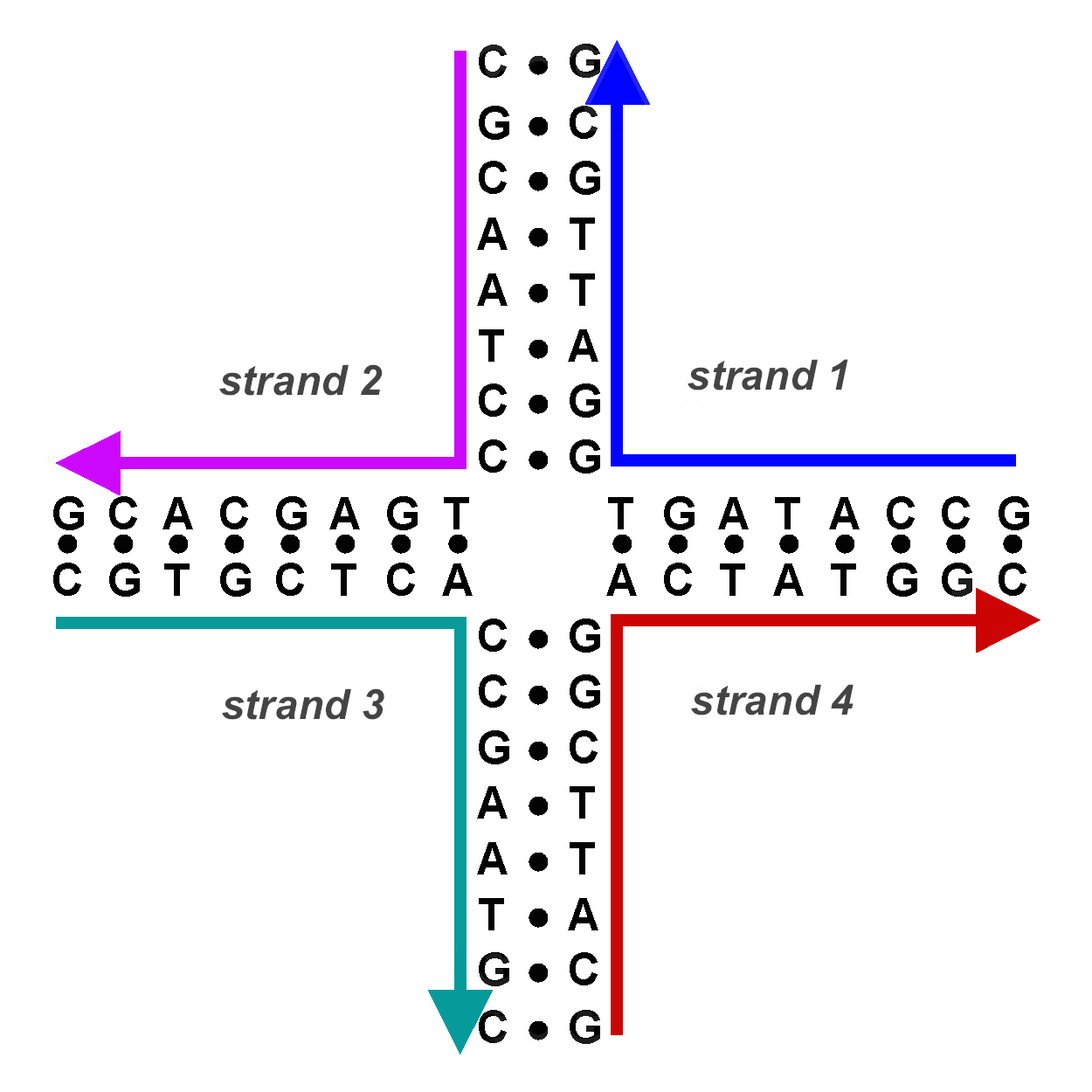
Estas 4 hebras se asocian en un brazo de ADN de 4 uniones porque esta estructura maximiza el número de correcto apareamiento entre las bases, con A apareada a T y C apareada a G. Vea esta imagen para un modelo más realista de una unión de 4 brazos en tercera dimensión.

Esta complejo supramolecular de entrecruzamiento doble (DX) consiste en 5 cadenas de ADN sencillas que cuando se aparean entre ellas forman 2 dominios de hélice doble (uno superior y el otro inferior). Existe un punto de cruce en el que las cadenas cruzan entre sí del dominio inferior al dominio superior y viceversa.

### Propiedades de los Ácidos Nucleicos
La nanotecnología se define normalmente como el estudio de materiales y dispositivos con características en una escala menor a 100 nanómetros. La tecnología de ADN, es específicamente un ejemplo de diseño de ensamblaje molecular tipo bottom-up en el que los componentes moleculares espontáneamente se organizan en estructuras estables. Esta estructura particular es inducida por las propiedades físicas y químicas de los materiales de construcción que los investigadores/diseñadores seleccionan. En el caso de la nanotecnología de ADN, los materiales de construcción son cadenas de ácidos nucleicos, como lo es el ADN. Estas cadenas son casi siempre sintéticas y se utilizan casi siempre fuera del contexto de la célula viva. El ADN es un material de construcción muy apto para las construcciones a nanoescala ya que el apareamiento entre dos cadenas de ácido nucleico para formar nanoestructuras específicas depende de la simple regla entre el apareamiento de bases que, hoy en día, es entendida a la perfección. Estas cualidades hacen que el ensamblaje de estructuras de ácidos nucleicos sea fácil de controlar durante el diseño y la construcción. Esta propiedad de apareamiento entre bases es ausente en otro tipo de materiales usados en la nanotecnología como las proteínas (para el cual el diseño es muy complicado), y algunas nanopartículas, las cuales no tienen la capacidad de un ensamblaje inducido-específico.
La estructura de una molécula de ácido nucleico consiste en una secuencia de nucleótidos que puede ser distinguida según las bases nitrogenadas que contenga. En el ADN, pueden presentarse cuatro bases que son: adenina (A), timina (T), guanina (G) y citocina (C). Los ácidos nucleicos tienen la propiedad de que solamente dos moléculas se unirán una a otra, si las cadenas son complementarias para formar de esta manera la doble cadena. Esto significa que una base se aparea con su base complementaria: A solo se aparea con T y C solo se aparea con G. Ya que el correcto apareamiento entre las bases es energéticamente favorable (termodinámicamente favorable), las cadenas de ácidos nucleicos se unen solas unas a otras en la manera en la que se maximiza el número correcto de apareamientos. Esto implica entonces que la secuencia de bases en un sistema de cadenas determina el patrón de cómo estas se unirán y por lo tanto, permite el fácil control de la estructura en general. En la tecnología de ADN, las secuencias de las cadenas son diseñadas lógicamente por los investigadores para que el apareamiento entre bases y sus interacciones cause el plegamiento deseado para obtener la estructura deseada. A pesar de que el ADN es el material de construcción más utilizado, se pueden realizar estructuras a partir de otros materiales como el ARN y el ácido peptidonucleico (por sus siglas en inglés, PNA).

### Subcampos de la Nanotecnología de ADN
La nanotecnología de ADN se puede clasificar en dos campos: la nanotecnología estrucutral de ADN y la nanotecnología dinámica de ADN. La nanotecnología estructural de ADN, normalmente abreviada SDN por sus siglas en inglés, se enfoca en sintetizar y caracterizar complejos de ácidos nucleicos así como caracterizar tipos de materiales que generen ensamblajes estáticos y en equilibrio. Por otro lado, la nanotecnología dinámica de ADN se enfoca a complejos no estáticos con un comportamiento de no-equilibrio, tales como los que pueden reconfigurarse según estímulos físicos y químicos. Algunos complejos tales como los dispositivos nanomecánicos de ácidos nucléicos combinan características de ambas.
Los complejos que se construyen en el campo de la nanotecnología estructural de ADN usan ácidos nucleicos topológicamente hibridados que contienen ligaciones (uniones). En contraste, la mayoría del ADN biológico existe en una forma no híbrida, es decir, en su forma de cadena doble. Una de las estructuras híbridas más simples es la ligación (unión) de cuatro brazos que consiste en cuatro cadenas híbridas individuales de ADN que se aparean por complementariedad en ciertos puntos específicos denotados por un patrón. A diferencia de la estructura natural de una ligación de cuatro brazos (denominada Holliday Junction), en la estructural artificial inmóvil cada brazo tiene una secuencia de bases diferente causando que el punto de ligación o cruce pueda ser programado en una cierta posición. 
Varias uniones se pueden combinar en el mismo complejo. Tal es el caso de los motivos estructurales de doble cruce DX, los cuales contienen dos dominios helicoidales con hebras paralelas individuales que cruzan entre los dominios en dos puntos. Cada punto es en sí mismo una unión topológica de cuatro brazos, pero limitada a una sola orientación, proporcionando de esta manera una rigidez que hace que el DX sea el motivo estructural más utilizado y adecuado en la construcción de complejos de ADN grandes.
La rama dinámica de la nanotecnología de ADN usa un mecanismo llamado desplazamiento de cadena mediado en puntos de apoyo el cual es un mecanismo que permite que los complejos basados en ácidos nucleicos se puedan reconfigurar en respuesta a la adición de una nueva cadena de ácidos nucleicos. En este proceso, una hebra creciente de ácidos nucleicos se une a los extremos pegajosos (también conocidos como extremos adhesivos) de una cadena doble preexistente para luego desplazar una de las dos hebras de la cadena original mediante un proceso denominado "migración de rama". El resultado final es que una de las hebras de la cadena original es intercambiada por otra nueva. Además, las estructuras o complejos reconfigurables pueden ser construidos con la ayuda de moléculas funcionales tales como la desoxirriboenzima y la riboenzima, las cuales son enzimas capaces de catalizar reacciones químicas y aptámeros que se pueden unir a proteínas específicas o a moléculas pequeñas.

## Nanotecnología estructural de ADN
La nanotecnología estructural de ADN (muchas veces abreviada en inglés como SDN), se enfoca en sintetizar y caracterizar complejos de ácidos nucleicos y materiales donde el ensamblaje se realiza en un equilibrio estático. La doble cadena de ácidos nucleicos tiene una estructura tridimensional geométrica y robusta que hace posible la predicción del diseño de estructuras más complejas. Este tipo de estructuras han sido recientemente creadas en dos y tres dimensiones, así como de forma periódica y aperiódica.

### Entramados de ADN

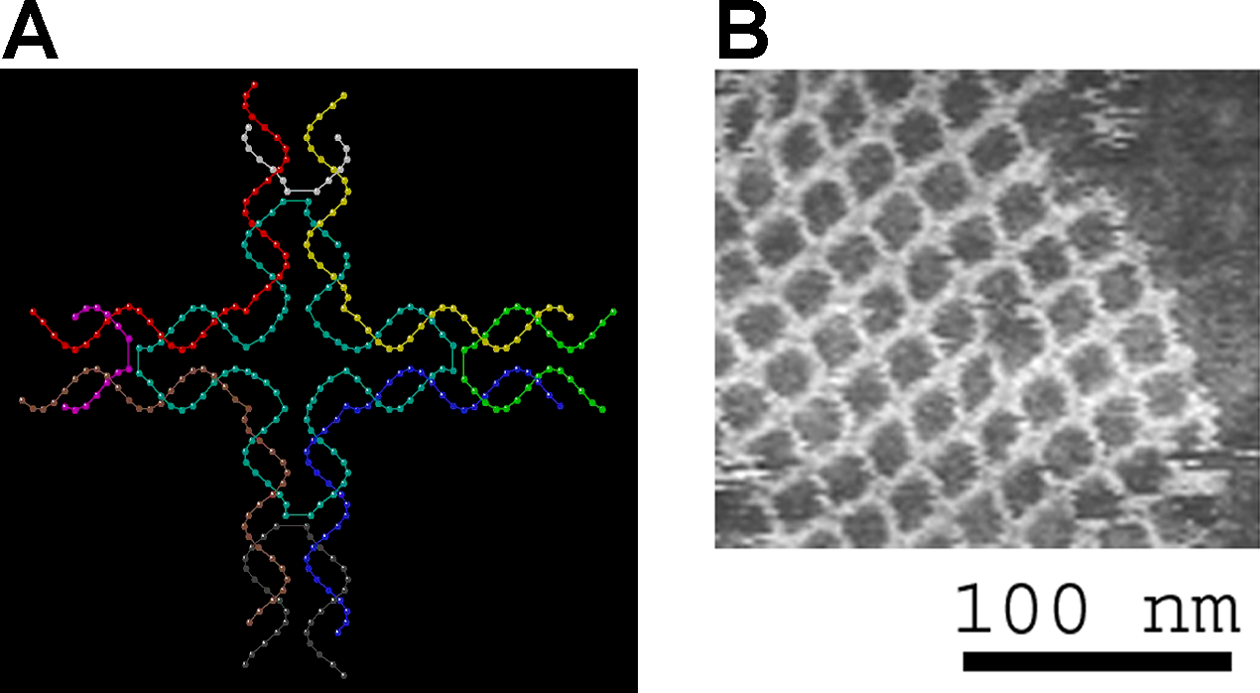
Izquierda, un modelo de "azulejos" de ADN utilizado para construir una red de celosías bidimensional. Derecha, arreglo de celosías visto desde un microscopio electrónico.

Los complejos de ácidos nucleicos pequeños pueden ser diseñados con "extremos pegajosos" y ser combinados en celosías de dos dimensiones que contengan un patrón teselado construido a partir de moléculas (que pueden ser consideradas como azulejos).  El ejemplo más reciente de este tipo de complejos es aquel en que se utiliza la estructura DX (doble entrecruzamiento) justamente como azulejo, donde cada estructura forma parte de la celosía ya que contiene cuatro extremos pegajosos que pueden unirse entre sí para formar una "red" cristalina rígida bidimensional de ADN.   Arreglos en dos dimensiones han sido construidos a partir de otros motivos también, incluyendo el arreglo "Holliday", y otros arreglos basados en el motivo DX que hacen uso de esquemas de doble cohesión scheme.  Las dos imágenes superiores muestran ejemplos de entramados basados en azulejos de motivos.
Se pueden crear arreglos en dos dimensiones con estructuras aperiódicas cuyo ensamblaje requiere de algoritmos específicos que generalmente se programan computacionalmente. Los azulejos "DX" pueden ser construidos con extremos pegajosos a la elección de quien los diseñe actuando de esta forma como "azulejos de Wang". Se ha demostrado que un arreglo DX cuyo ensamblaje codifica una operación XOR permite que el arreglo de ADN genere de forma autónoma un fractal que se conoce como Triángulo de Sierpinski.  La tercera imagen a la derecha muestra este tipo de arreglo. Otro sistema que también ha sido estudiado es el del contador binario, en el cual el arreglo está codificado por números binarios crecientes. Ambos ejemplos, (XOR y contador binario) muestran como la programación de algoritmos puede ser incorporada a la creación de arreglos de ácidos nucléicos.
Los arreglos de tipo DX han sido utilizados para formar nanotubos huecos con diámetros de entre de 4 a 20 nm mediante entramados que se curvan entre sí. Estos nanotubos son similares en forma y tamaño a los nanotubos de carbono, solo que estos no son conductores eléctricos como los de carbono, por lo que su modificación y apareamiento con otras estructuras es mucho más fácil. Uno de los tantos esquemas utilizados para construir nanotubos se basa en usar los motivos DX que se curvan en sí mismos. Cuando se usan motivos como azulejos de una sola cadena la rigidez de los tubos son una propiedad que emerge una vez que estos se curvan en sí mismos.
La creación de entramados tridimensionales a partir de ADN ha sido la meta alcanzada más reciente de la nanotecnología, ya que estos suponían un difícil reto de llevar a cabo. El éxito se alcanzó en el 2009, cuando científicos decidieron utilizar un motivo que se basaba en el concepto de tensegridad, el cual consta en un balance entre tensión y compresión.

### Estructuras discretas
Varios investigadores han sintetizado una gran cantidad de complejos tridimensionales con formas y conexiones de poliedros, cubos y octaedros lo que significa que los dúplex de ADN marcan los vértices de estas estructuras. Sin embargo, las construcciones de poliedros son muy difíciles de realizar ya que se requieren múltiples ligaciones y pasos de síntesis en fases sólidas para crearlos. Trabajos recientes han reportado que las construcciones de este tipo de estructuras son más fáciles hoy en día. Por ejemplo, los octaedros hechos de cadenas simples diseñadas para doblarse en la conformación correcta, y los tetraedros que puede ser construidos a partir de cuatro cadenas de ADN en un simple paso, como se muestra al principio de este artículo.
Las nanoestructuras de figuras arbitrarias e irregulares son usualmente construidas mediante el método de origami de ADN. Estas estructuras utilizan largas hebras de virus como andamios, las cuales permiten que las cadenas originales se doblen en la figura deseada según se les haya diseñado computacionalmente creando cadenas cortas "engrapadas". Este método tiene la ventaja de ser sencillo al momento de diseñar ya que las secuencias de ácidos nucléicos son predeterminadas por la secuencia de las cadenas del andamio (en inglés, scaffold) lo que implica que no es necesaria una alta pureza y una alta estequiometría a diferencia de lo que sucede en la mayoría de los métodos de ensamblaje donde sí son necesarios estos dos atributos. La primera estructura que se creó con el método del ADN origami fue la de una "carita feliz" con estructura bidimensional y un borrador del mapa del hemisferio oeste. Estructuras sólidas tridimensionales pueden ser creadas usando hélices paralelas de ADN organizadas en un patrón de "panal" y también, las estructuras con forma de "carita feliz" en dos dimensiones puede ser diseñadas para superponerse y formar una estructura hueca tridimensional parecida a una caja de cartón. Esta estructura puede ser programada para abrirse y cerrarse según estímulos, dándoles un potencial increíble para ser utilizadas como cápsulas moleculares.

### Ensamblaje con plantillas
Las estructuras de ácidos nucleicos pueden diseñarse para incorporar (hospedar) otras moléculas que no necesariamente sean de ácidos nucleicos que normalmente se llaman heteroelementos los cuales incluyen: proteínas, nanopartículas metálicas, puntos cuánticos y  fullerenos. Esto permite la construcción de materiales y dispositivos con una amplia gama de funcionalidades, mucho más grande de la que tienen los ácidos nucleicos por sí mismos. La meta es usar la propiedad de autoensamblaje de los ácidos nucleicos para "calcar" y asociar otras nanopartículas a estas estructuras y que puedan coexistir, controlando de esta manera su posición y orientación.
Muchos de estos métodos usan una unión covalente mediante oligonucleótidos con amidas o tioles (grupos funcionales que permiten la unión de heteroelementos). Esta unión covalente ha sido utilizada para añadir partículas de oro.
y para organizar proteínas como la estreptavidina en patrones específicos en arreglos tipo DX. Los nanotubos de carbono han demostrado ser buenos hospederos para cierto tipo de moléculas actuando como dispositivos electrónicos moleculares.  Además, los ácidos nucleicos pueden metalizarse, lo que implica que el ácido nucleico puede ser reemplazado por un metal conservando la forma y la estructura originales. y permitiendo la litografía y solidificación de estas superficies.

## Nanotecnología de ADN dinámica

La nanotecnología dinámica de ADN normalmente hace uso de los desplazamientos de cadena mediados por puntos de apoyo. En este ejemplo, la cadena roja se une a región de apoyo comprendida por una hebra sencilla (en verde, región 1) y luego mediante un proceso de migración se une a la región 2, donde la cadena azul es desplazada y liberada del complejo. Reacciones como esta son usadas para dinámicamente reconfigurar o ensamblar nanoestructuras de ácidos nucleicos. Además, las cadenas roja y azul pueden ser utilizadas como señales en cascadas moleculares de señalización.

La nanotecnología dinámica de ADN se enfoca en crear sistemas de ácidos nucleicos con funcionalidades dinámicas relacionadas con su estructura en general, tales como la computación y el movimiento mecánico. Existe una superposición entre la nanotecnología estructural y la nanotecnología dinámica, ya que las estructuras pueden ser formadas mediante alineación y luego ser reconfiguradas dinámicamente, o bien, puede ser construidas de forma dinámica desde el principio.

### Dispositivos nanomecánicos
Los complejos de ADN se han diseñado para cambiar su conformación mediante estímulos convirtiendo a estas estructuras en dispositivos nanorrobóticos. Inicialmente, estas construidas en la misma manera que las estructuras estáticas en el campo de la nanotecnología estructural de ADN, sin embargo, están diseñadas para que su reconfiguración dinámica sea posible después del ensamblaje inicial.  El primer dispositivo de este tipo fue el que podía realizar la transición de la forma ADN-B a la forma ADN-Z gracias a estímulos proporcionados por cambios en la solución amortiguadora en la que se encontraba, de esta manera cuando había cambios en la solución la estructura se torcía según fuera el caso.
Sin embargo, todas las estructuras que fueran colocadas en el buffer sufrían cambios estructurales al mismo tiempo, por lo que los siguientes sistemas creados trataron de limitar y especificar las condiciones de cambio para cada estructura. De esta forma, múltiples estructuras podían ser operadas independientemente en la misma solución. Algunos ejemplos de tales sistemas son los tweezers moleculares, estructuras que pueden cambiar desde la forma PX (entrecruzamiento paranémico) a la forma JX2 (unión doble tipo J) mediante expansiones y contracciones que son controladas por filamentos de control.   Este tipo de estructuras han sido también dinámicamente diseñadas para abrirse o cerrarse y actual como jaulas moleculares para liberar otras moléculas funcionales al momento de abrirse.En otro ejemplo, una nanoestructura de origami de ADN se acopló a la ARN polimerasa T7 y, de este modo, pudo funcionar como un motor accionado por energía química que puede acoplarse a un seguidor pasivo, al que luego acciona.
Los caminantes de ADN (en inglés, DNA walkers) son una clase de nanomáquinas de ácidos nucleicos que presentan movimiento direccional mediante una vía o camino lineal. Varios esquemas de este tipo han sido propuestos. Una estrategia es la de controlar el movimiento de la molécula caminante (o "walker" en inglés) usando controles de estándar que necesitan ser manualmente añadidos a la secuencia. También es posible controlar los pasos individuales de un caminante de ADN mediante la irradiación con luz de diferentes longitudes de onda. Otro enfoque es el de usar enzimas de restricción o desoxirriboenzimas para cortar las cadenas y hacer que la molécula caminante se mueva hacia adelante autónomamente. Un sistema posterior caminar sobre una superficie de dos dimensiones en lugar de una pista lineal, y demostró la capacidad de recoger y mover selectivamente carga molecular. En 2018, se demostró que un ADN catenado que utiliza la transcripción en círculo rodante por una ARN polimerasa T7 unida caminaba a lo largo de una pista de ADN, guiado por la cadena de ARN generada. Adicionalmente, se ha demostrado que un caminante lineal puede realizar la síntesis a partir de una cadena muestra mientras avanza por su recorrido permitiendo de esta manera una síntesis química en multipasos dirigida por el caminante.

### Cascadas de desplazamiento de hebras
Las cascadas de desplazamiento de cadenas o hebras pueden ser usadas tanto con propósitos computacionales como con propósitos estructurales. Una reacción de desplazamiento de cadena individual (o hebra) involucra la síntesis de una nueva secuencia en respuesta a la presencia de alguna hebra iniciadora. Muchas de estas reacciones pueden ser ligadas a cascadas bioquímicas donde la nueva secuencia de una reacción puede generar una nueva reacción de desplazamiento en alguna otra parte de la construcción.  Todo esto, permite la construcción de redes químicas con muchos componentes, con habilidades computacionales y de procesamiento de información compleja. Estas cascadas son energéticamente favorables dado a la formación de los nuevos pares de bases aumentando la entropía gracias al desensamble que provocan las reacciones. Las cascadas de desplazamiento de hebras permiten operaciones isotérmicas al contrario de lo que sucede con la forma tradicional de ensamblaje de ácidos nucleicos en la cual se necesita calor para poder llevar a cabo el alineamiento, en estos casos la temperatura se eleva y se disminuye para asegurar la correcta formación de la estructura. Las reacciones de desplazamiento de cadena puede también catalizar la funcionalidad de las especies iniciadoras, lo que implica que menos de un equivalente de iniciador puede realizar la reacción completa.
Los complejos de desplazamientos de cadenas pueden ser usados para hacer "puertas lógicas moleculares" capaces de computación compleja.  A diferencia de las computadoras electrónicas tradicionales (que usan corriente eléctrica tanto de entrada como de salida), las computadoras moleculares usan concentraciones específicas de algunas especias químicas como señales. En el caso de circuitos de cadena de desplazamiento de ácidos nucleicos, la señal es la presencia de una cadena de ácidos nucleicos que ha sido liberada o consumida por efectos de apareamiento o desapareamiento a otras cadenas en estos complejos. Este enfoque ha sido utilizado para hacer "puertas" lógicas (en inglés, logic gates) tales como las puertas lógicas "y", "o" y "no". Recientemente, se ha demostrado que un circuito de cuatro bits ha sido capaz de computar la raíz cuadrada de 0-15, usando un sistema de puertas con 130 cadenas de ADN.
Otro uso de las cascadas de desplazamiento de cadenas puede ser el de realizar estructuras mediante el ensamblaje de motivos dinámicos. Estas usan una estructura extra de "horquilla" para los reactivos, así cuando la cadena de señalización se une la cadena que se libera esta queda pegada al complejo y no se desensambla o degrada. De esta forma las horquillas pueden añadirse a complejos crecientes. Este método se ha utilizado para hacer estructuras simples como las uniones de tres y cuatro brazos así como dendrímeros.

## Aplicaciones
La nanotecnología de ADN proporciona una de las pocas formas para crear estructuras complejas y diseñadas con preciso control a nivel nanoescala. El campo de esta ciencia ha empezado a ver aplicación en la resolución de problemas científicos básicos en la biología estructural y la biofísica. La aplicación más reciente, todavía en desarrollo, es en el campo de la cristalografía, donde las moléculas que son difíciles de cristalizar cuando se encuentran aisladas pueden ser re-acomodadas en estructurales tridimensionales con ayuda de entramados de ácidos nucleicos (en inglés, nucleic acid lattices) que permiten la determinación y caracterización de su estructura. Otra aplicación es la de usar las barras de ADN origami para reemplazar cristales líquidos en experimentos de acoplamiento dipolar residual en la espectroscopía de resonancia magnética de proteínas. Usar ADN tipo origami es ventajoso porque a diferencia de los cristales líquidos, el ADN origami es tolerante a detergentes, los cuales se necesitan para re-suspender membranas de proteínas en solución. Los caminantes de ADN también se han utilizado para movilizar y dirigir partículas en síntesis químicas. Además, el ADN origami ha ayudado al estudio biofísico de las enzimas y sus propiedades de plegamiento y funcionalidad.
La nanotecnología de ADN está creciendo con un gran potencial en aplicaciones sobre el mundo real. La habilidad de los arreglos de ácidos nucléicos de acomodar otras moléculas indica que la nanotecnología de ADN tiene un gran potencial en aplicaciones electrónicas de escala molecular. El ensamblaje de estas estructuras podría ser usado para regular el ensamblaje de elementos moleculares electrónicos tales como cables moleculares, proporcionando un método de control nanométrico para crear dispositivos moleculares parecidos a plataformas donde se pueden adjuntar otras moléculas. La nanotecnología de ADN se ha comparado con el concepto de materia programable ya que une los conceptos de programación y computación con el de las propiedades físicas de los ácidos nucleicos, haciendo de este material, materia programable.
En un estudio conducido por un grupo de científicos del iNANO center y el CDNA Center en la Universidad de Aarhus, Aarhus, investigadores han sido capaces de construir pequeñas cajas multisensoriales en 3D. Esta nanopartícula fue caracterizada mediante un microscopio de fuerza atómica, un microscopio electrónico de transmisión y también mediante la transferencia de energía de resonancia de Förster. La cajita construida presentó un mecanismo de cerrado único, lo que le permitía abrirse y cerrarse como respuesta a un único set de moléculas de ADN y ARN específicas. Los autores propusieron que este dispositivo de ADN podía ser utilizado en amplias aplicaciones tal como la de controlar la función de depósito moléculas, por ejemplo en medicina, controlando la administración de fármacos en función a ciertos estímulos o estructuras.
Por lo tanto, hay muchas aplicaciones potenciales para la nanotecnología de ADN en la medicina al hacer uso de este tipo de habilidades programables y crear "fármacos inteligentes" biocompatibles para la administración de medicinas en sitios específicos. Uno de estos tipos sistemas que actualmente se encuentra bajo investigación, utiliza cajas huecas de ADN que contienen proteínas que inducen la apoptosis (o muerte celular) que solo abrirán su estructura de puerta cerca de células cancerosas.  Ha habido también un interés adicional en expresar este tipo de estructuras en bacterias modificadas genéticamente usando ARN para el ensamblado. Sin embargo, no se sabe si estas estructuras serán eficientes al momento del plegamiento o al momento de ensamblarse en el citoplasma de la célula. Si resultan ser exitosas, esto podría abilitar la evolución dirigida de nanoestructuras.
Científicos en la Universidad de Oxford reportaron el autoensamblaje de cuatro cadenas cortas de ADN sintético en una jaula que era capaz de entrar a las células y de sobrevivir en ellas por lo menos 48 horas. Las estructuras de tetraedro fueron marcadas con marcadores fluorescentes y se encontraron intactas en las células cultivadas en laboratorio de riñón a pesar de la respuesta de ataque por las enzimas celulares después de dos días. Este experimento demostró el potencial de lo que puede suponer la administración específica de fármacos a nivel molecular usando las "jaulas" de ADN sintético. También, en el Instituto Tecnológico de Massachusetts un tetraedro de ADN fue utilizado para liberar ARN de interferencia en un modelo de ratón. La administración de tratamientos en donde los ARN de interferencia son liberados han demostrado ser un éxito usando en conjunto lípidos o polímeros, pero aún hay limitaciones de seguridad y de impreciso blanco (es decir, que se libere el compuesto en una ubicación no deseada), además de una vida corta en el torrente sanguíneo. Esta nanoestructura de ADN creado por el equipo del MIT consiste en 6 cadenas de ADN que forman un tetraedro con una cadena simple the ARN pegada a cada una de las 6 equinas. El tetraedro es equipado aparte con proteínas de sitio específico, tres moléculas de folato que guían a la estructura a lugares donde hay una gran cantidad de receptores de folato que normalmente se encuentran en grandes cantidades en ciertos tumores. El resultado demuestra que la expresión génica que fue efectivamente modificada por el ARN de interferencia proponiendo así un futuro prometedor de esta nanoestructura como una herramienta para terapias génicas mediante la administración y liberación de ARN de interferencia.

## Diseño
Las nanoestructuras de ADN debe ser diseñadas racionalmente para que las cadenas individuales de ácidos nucleicos se ensamblen en las conformaciones deseadas. Este proceso usualmente comienza con la especificación de la estructura deseada (estructura terciaria), así como la de su funcionalidad. Después, la estructura secundaria del complejo es determinada al especificar el acomodo entre las cadenas de ácidos nucleicos y qué partes de las cadenas deberán unirse unas con otras. El último paso, es el diseño la estructura primaria, que consta en la especificación de la secuencia de bases que se va a utilizar. En teoría, el proceso de diseño es como el proceso en reversa del plegamiento de las proteínas.

### Diseño de la estructura
El primer paso del diseño de nanoestructuras de ADN es el de decidir cómo una estructura puede ser representada mediante un arreglo específico de cadenas de ácidos nucleicos. Este paso determina a la estructura secundaria a la estructura primaria.  Varios enfoques han sido utilizados:
- Estructuras basadas en azulejos: Este enfoque rompe a la estructura objetivo en estructuras más pequeñas que poseen la característica de cadenas de ácidos nucleicos con fuertes enlaces de unión, así como interacciones un poco menos fuertes que unen a las pequeñas estructuras entre sí. Este enfoque es normalmente utilizado para hacer entramados con patrones periódicos, pero también puede ser usado para implementar un autoensamblaje algorítmico haciendo posibles plataformas para la computación de ADN. Esta estrategia fue la que se utilizó con mayor frecuencia a mediados de 1990 y hasta mediados de los 2000's, que fue cuando el método de ADN origami empezó a desarrollarse.[70][72]

- Estructuras plegables: Una alternativa al método de los azulejos es el del plegamiento a partir de una cadena larga. Esta cadena larga puede tener una secuencia diseñada que se pliegue debido a las interacciones con ella misma o bien, puede ser plegada en una forma deseada usando cadenas más cortas denominadas "grapas" que ayudan a forzar el plegamiento de la cadena larga. Este método es conocido como origami de ADN y permite la creación de figuras bidimensionales y tridimensionales de ADN.[28][32]

- Ensamblaje dinámico: Este enfoque controla directamente la cinética química del autoensamblado del ADN al momento de especificar a todos los intermediarios en el mecanismo de reacción aparte de la especificación del producto final. Esto se hace usando materiales iniciales que adoptan una estructura de horquilla, estos entonces se van modificando estructuralmente en una cascada de reacciones con orden específico. Este enfoque tiene la ventaja de poder realizarse mediante procesos isotérmicos (a temperatura constante) que no requieren del cambio de temperatura para el alineamiento y apareamiento de las bases para formar la estructura deseada.[28][58]

### Diseño de la secuencia
Después de que cualquiera de los enfoques mencionados anteriormente se haya utilizado para diseñar la estructura secundaria del complejo objetivo, una secuencia de nucleótidos debe construirse. El diseño del ácido nucleico  consta en asignar bases nitrogenadas específicas para que estas se asocien en la conformación deseada. La mayoría de los métodos tienen el objetivo de diseñar secuencias para que la estructura final tenga la menor cantidad de Energía de Gibbs (es decir, que sea un ensamblaje espontáneo), por lo que este método es el más favorable termodinámicamente hablando ya que estructuras ensambladas de forma incorrecta tienden a tener energías de Gibbs elevadas lo que causa un mal funcionamiento y probablemente desensamble de la estructura. Este proceso se realiza mediante métodos heurísticos tales como la minimización de la secuencia simétrica, o utilizando el modelo termodinámico del "vecino más cercano", (en inglés, nearest neighbor), el cual es más exacto pero más tardado y complejo a nivel computacional. Modelos geométricos son utilizados para examinar la estructura terciaria de las nanoestructuras para asegurar que los complejos no estén demasiado tensados.
El diseño de ácidos nucléicos tiene objetivos similares a los del diseño de proteínas. En ambos, la secuencia de monómeros es diseñada para favorecer las estructuras objetivo y para desfavorecer otras estructuras que puedan llegar a formarse. El diseño de ácidos nucleicos tiene la ventaja de ser mucho más fácil a nivel computacional que el del diseño de proteínas, ya que la regla de apareamiento entre las bases es mucho más sencilla y no requiere información completa sobre la estructura para poder llevarse a cabo un diseño. Esto permite el uso de simples métodos heurísticos que generan buenos borradores de diseños. Sin embargo, las estructuras de ácidos nucleicos son menos versátiles que las de las proteínas ya que estas últimas poseen una mayor habilidad para plegarse de acuerdo a la polaridad y carga de los 20 posibles aminoácidos, mientras que los ácidos nucleicos tienen una diversidad limitada a solo 4 posibles formas de nucleótidos.

## Materiales y métodos

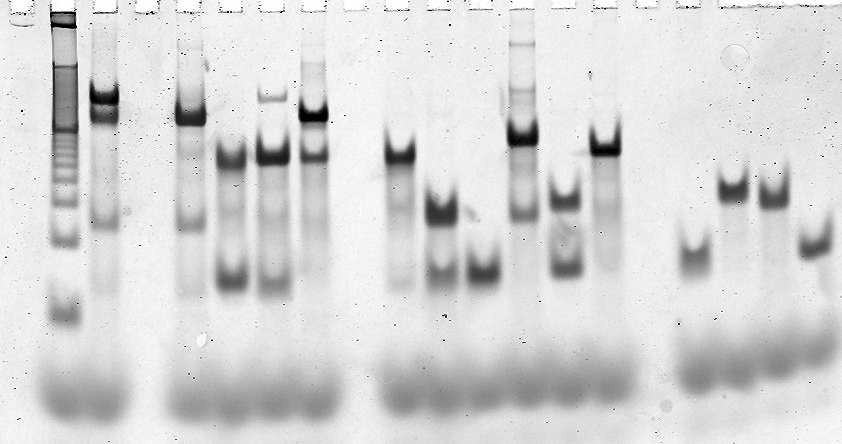
Electroforesis en gel. Métodos como este se utilizan para realizar ensayos de formación en complejos tipo DX para asegurar que la estructura deseada se está ensamblando adecuadamente. Cada canal vertical, contiene una serie de bandas donde cada banda específica la estructura de cada intermediario que surge en la reacción.

Las secuencias de las cadenas de ADN para generar una estructura deseada son diseñadas computacionalmente usando softwares de modelaje molecular y modelaje termodinámico. Posteriormente, los ácidos nucléicos son sintetizados usando métodos de síntesis de oligonucleótidos, usualmente automatizados en un sintetizador de oligonnucleótidos, algunas cadenas de secuencias comunes y conocidas están ya disponibles a la venta.  Las cadenas pueden ser purificadas mediante electroforesis para desnaturalización si se requiere y las concentraciones se puede determinar mediante métodos de cuantificación de ácidos nucléicos usando espectroscopía ultravioleta.
La estructura totalmente ensamblada y completa puede ser verificada usando un gel de electroforesis para estado nativo, el cual proporciona información de tamaño y figura para complejos de ácidos nucléicos. También, un ensayo de cambio en la corrida electroforética  puede proporcionar información de si la estructura deseada incorpora todas las cadenas necesarias.
Las estructuras de ácidos nucleicos pueden ser directamente visualizadas mediante microscopios de fuerza atómica, el cual sirve para visualizar estructuras en dos dimensiones pero no tan útil para visualizar estructuras discretas en tres dimensiones por la frágil interacción de la punta del microscopio con la muestra de ácidos nucleicos, para ello, se utiliza el microscopio electrónico de transmisión o bien, el microscopio crioelectrónico. Entramados más grandes y de tres dimensiones son analizados por cristalografía de rayos X.

## Historia
El concepto de "nanotecnología de ADN" fue acuñado por primera vez por Nadrian Seeman a principios de 1980. La motivación original de Seeman era la de crear entramados tridimensionales de ADN para orientar a otra moléculas más grandes y que esto simplificara el estudio de cristalografía eliminando las dificultades que se presentan al tratar de obtener cristales puros. Esta idea se le ocurrió a Seeman a finales de los 80's tras haber descubierto la similitud entre la xilografía de M.C Escher y un arreglo de ADN de seis brazos.  Un número bastante accesible de estructuras ramificadas de ADN se conocían en ese entonces, incluyendo la "horquilla de replicación" del ADN y la estructura "Holliday", pero el enfoque de Seeman era que las uniones de ácidos nucleicos podían ser creadas al diseñar adecuadamente las secuencias de las cadenas para remover la simetría en la molécula ensamblada y estas uniones inmóviles podrían ser en principio combinadas con entramados rígidos cristalinos. El primer ensayo teórico proponiendo este enfoque fue publicado en 1982, y la primera demostración experimental fue publicada al siguiente año.
En 1991, el laboratorio de Seeman publicó un reporte donde se detallaba la síntesis de un cubo hecho a partir de ADN, la primera nanoestructura tridimensional sintetizada a partir de ADN, por la cual Seeman recibió el premio Feynman en Nanotecnología otorgado por el Instituto Foresight de Nanotecnología. A este gran éxito le siguió la creación de un octaedro truncado. No obstante, pronto se hizo claro el hecho de que estas estructuras poligonales con uniones (vértices) flexibles no eran lo suficientemente rígidas como para extenderse a entramados tridimensionales. A esto, Seeman desarrolló motivos estructurales más rígidos como el motivo de "doble entrecruzamiento" DX, y en 1998 en colaboración con Erik Winfree, publicó la creación de entramados bidimensionales con motivos DX como azulejos.  Esta estructura basada en azulejos tenía la capacidad de implementar la computación de ADN, lo que se terminó por demostrar en el reporte que Winfree y Paul Rothemund publicaron en el 2004, el cual hablaba sobre el autoensamblaje algorítmico del fractal de Sierpinski Gasket y por el que ganaron el premio Feynman en Nanotecnología en el 2006. La clave de este éxito fue que Winfree observó que los motivos DX podían ser capaces de computar algoritmos.  La construcción de un entramado tridimensional fue finalmente publicada por Seeman en el 2009, casi treinta años después de que él se propuso la idea.
Nuevas propiedades y capacidades del ADN se siguieron descubriendo durante los años 2000. La primera nanomáquina (un motivo que cambia su estructura en respuesta a estímulos) fue presentada por Seeman en 1999. Un sistema mejorado de este fue el que presentó Bernard Yurke al siguiente año, el cual utilizaba desplazamientos de cadena mediados por puntos de apoyo. El siguiente avance fue el de trasladar estas estructuras al concepto mecánica funcional y fue entonces en el 2004 y 2005 que se crearon los caminantes de ADN (o walkers, en inglés) presentados por varios equipos de trabajo, entre ellos los de Seeman, Niles Pierce, Andrew Turberfield, y Chengde Mao. La idea de usar arreglos de ADN para "calcar" (o controlar) el ensamblaje de otras moléculas tales como nanopartículas y proteínas, sugerida primero por Bruche Robinson y Seeman en 1987, fue completada en el 2006 y en el 2007 por los grupos de investigación de Hao Yan, Peter Dervan, y Thomas LaBean.
En el 2006, Rothemund demostró por primera vez la técnica de ADN origami para crear de manera fácil y rápida estructuras plegadas de ADN de formas arbitrarias. Rothemund propuso este método al basarse de forma intermedia entre los conceptos de los entramados de Seeman (los cuales usan cadenas cortas) y el octaedro de William Shih (el cual consiste en una sola cadena muy larga y plegada). La idea de Rothemund del ADN origami se basa en tener una sola cadena muy larga de ácidos nucleicos que se pliega con ayuda de cadenas cortas de ácidos nucleicos. Este método permitió la creación de muchas estructuras largas que antes no podían construirse mediante una forma menos demandante en niveles de diseño y síntesis. El tema del "ADN origami" llegó a ser la portada de la revista Nature el 15 de marzo de 2006.  La investigación de Rothemund presentaba estructuras bidimensionales, que posteriormente fueron tridimensionales gracias al trabajo de Douglas et al. en el 2009. También, Jørgen Kjems y sus colaboradores presentaron estructuras tridimensionales huecas construidas a partir de estructuras (planos) bidimensionales.
La nanotecnología de ADN fue recibida en primera instancia con algo de escepticismo debido al uso no biológico de los ácidos nucleicos como materiales de construcción para crear estructuras y computar algoritmos, aparte de no tener aplicaciones sólidas. En el artículo científico de Seeman, que hablaba sobre el primer cubito sintetizado, publicado en 1991 fue rechazado por la revista Science ya que un revisor criticó al artículo con falta de aplicaciones relevantes para la biología. Sin embargo, a principios del 2010, el campo de la nanotecnología se había extendido y habían aumentado potencialmente las aplicaciones de esta en la ciencia básica, considerándose viable el uso de las nanoestructuras en la medicina y otras ciencias. La nanotecnología pasó de ser estudiada en pocos laboratorios en el 2001 a ser estudiada en más de 60 laboratorios en el 2010, lo que incrementó el talento y el avance científico de la misma.